# Oobi
Oobi es una serie de televisión infantil estadounidense creada por Josh Selig y la empresa Little Airplane Productions,Inc. Se emitieron cortos desde el 4 de agosto de 2000 hasta el de 2002. Episodios más largos emitidos desde 2003 hasta 2005 en Estados Unidos. Fue presentada por Timothy Lagasse, Stephanie D'Abruzzo, Noel MacNeal, y Tyler Bunch.

## Personajes

### Principales
- Oobi (Timothy Lagasse)
- Uma (Stephanie D'Abruzzo)
- Kako (Noel MacNeal)
- Grampu (Tyler Bunch)

### Secundarios
- Inka (Stephanie D'Abruzzo)
- Angus (Matt Vogel)
- Mrs. Johnson (Jennifer Barnhart)
- Frieda (Cheryl Blaylock)
- Randy (Kevin Clash)

- Datos: Q7095230
- Multimedia: Oobi / Q7095230